# جيمس جي. إليس
جيمس جي. إليس (بالإنجليزية: James G. Ellis)‏ هو كاتب أغاني أمريكي، ولد في 12 فبراير 1880 في دايتون في الولايات المتحدة، وتوفي في 1 أبريل 1966.